# Buriatita
La buriatita és un mineral de la classe dels sulfats que pertany al grup de l'etringita. És l'anàleg de la charlesita i la sturmanita.

## Classificació
Segons la classificació de Nickel-Strunz, la buriatita pertany a «07.D - Sulfats (selenats, etc.) amb anions addicionals, amb H₂O, amb cations de mida mitjana i grans; amb NO₃, CO₃, B(OH)₄, SiO₄ o IO₃» juntament amb els següents minerals: darapskita, humberstonita, ungemachita, clinoungemachita, charlesita, ettringita, jouravskita, sturmanita, thaumasita, carraraïta, bentorita, rapidcreekita, korkinoïta, tatarskita, nakauriïta, chessexita, carlosruizita, fuenzalidaïta i txeliabinskita.

## Característiques
La buriatita és un sulfat de fórmula química Ca₃(Si,Fe,Al)(SO₄)[B(OH)₄]O(OH)₅·12H₂O.

## Formació i jaciments
S'ha descrit en un sondatge en mena de kurchatovita-sakhaïta al dipòsit de Solongo (Rússia); a més a més, s'ha descrit al Japó (mina Fuka).